# یواس‌اس نمسیس (اس‌پی-۳۴۳)
یواس‌اس نمسیس (اس‌پی-۳۴۳) (به انگلیسی: USS Nemesis (SP-343)) یک کشتی بود که طول آن ۴۱ فوت ۹ اینچ (۱۲٫۷۳ متر) بود. این کشتی در سال ۱۸۹۶ ساخته شد.